# Bilal Xhaferri
Bilal Xhaferr Xhaferri (* 2. November 1935 in Ninat bei Konispol in der Region der Çamëria; † 14. Oktober 1986 in Chicago, Illinois, Vereinigte Staaten) war ein albanischer Schriftsteller und Publizist.

## Leben

### In Albanien
Bilal Xhaferri wurde 1935 im südalbanischen Dorf Ninat geboren. 1945 wurde sein Vater als antikommunistischer Nationalist erschossen, die Mutter war schon 1943 gestorben. 1952 lebte und arbeitete Xhaferri in Saranda als einfacher Arbeiter und Postbote. Erst 1955 schloss  Xhaferri die siebenjährige Grundschule im Dorf Sukth bei Durrës ab. Von 1962 bis 1963 veröffentlichte er die ersten Erzählungen und Gedichte in Zeitungen und Zeitschriften wie Zëri i Rinisë, Drita,  Nëntori und Ylli. Im Jahr 1966 wurde dann ein Band mit Erzählungen Njerëz të rinj, tokë e lashtë veröffentlicht, 1967 mit Lirishta e kuqe ein weiterer Band mit Erzählungen. Der Vertrieb dieses Buches wurde durch die kommunistischen Zensur unterbunden.
1967 schrieb Xhaferri den Roman  Krastakraus, der nach seinem Tod im Jahre 1993 veröffentlicht wurde.
1968 schrieb er das Szenario für den Film  Era shtyn mjegullat. Im Jahr 1968 wurde das ihm Veröffentlichungsrecht  entzogen. Die Veröffentlichung seiner Werke wurden weiterhin von der Zensur verhindert. Wegen seiner Kritik an dem Roman Dasma (dt.: Die Hochzeit) von Ismail Kadare wurde er aus dem Schriftsteller- und Künstlerverband ausgeschlossen und anschließend in das Dorf Hamallaj bei Durrës verbannt. Am 30. August 1969 floh Xhaferri von Albanien nach Griechenland und später in die Vereinigten Staaten. Der Geheimdienst (Sigurimi i Shtetit) führte eine Akte über ihn.

### In den Vereinigten Staaten
Seit 1970 lebte er in Boston in den Vereinigten Staaten und  arbeitete von 1970 bis 1972 bei der Zeitung Dielli (dt.: Die Sonne). 1972 übersandte er dem Verlagsbetrieb Rilindja in  Priština den Roman Ra Berati (dt.: Berat ist gefallen) zur Veröffentlichung.
Im Oktober 1974 gründete er in Chicago in den USA die in albanischer und englischer Sprache erscheinende Zeitschrift Krahu i shqiponjës (dt.: Adlerflügel) als Organ der Tschamischen Liga.
Von 1974 bis 1986 leitete und veröffentlichte er die Zeitschrift Krahu i shqiponjës als Bühne zur freien Meinungsäußerung. Darin wurde oft die Problematik der tschamischen Frage behandelt. Dazu kamen auch Themen wie Widerstand gegen die kommunistische Diktatur und die Frage des Kosovo.
Es war eine demokratische Zeitschrift auch für junge Schriftsteller. Die Zeitschrift erschien in 39 Ausgaben in beiden Sprachen, sowohl Englisch als auch Albanisch. 1975 veröffentlichte die Zeitschrift Krahu i shqiponjës Fragmente des Romans Trotuare të kundërta (dt.: Gegensätzliche Bürgersteige). 1977 wurde ein Fragment des Romans Hëna e kantjereve (dt.: Der Mond der Baustellen) bei Krahu i shqiponjës veröffentlicht. 1978 wurde Xhaferri  bei einem Angriff von unbekannten Tätern verletzt und 1981 wurde das Redaktionsbüro der Zeitschrift Krahu i shqiponjës in Brand gesetzt. Damit gingen  Manuskripte literarischer Werke, Studien, Dokumente, politische Notizen, Fotografien, Bilder, Übersetzungen und Briefwechsel verloren.
1986 erkrankte Xhaferri und ließ sich wegen eines Tumors operieren. Am 14. Oktober 1986 verstarb er aus unbekannten Gründen in Chicago im Krankenhaus, ein Mord wird nicht ausgeschlossen. 1995 verkaufte man seinen Körper nach Albanien.

## Ehrungen
Am 3. Mai 1995 verlieh ihm der Präsident der Republik Albanien mit Dekret NR 1089 und den Begleitworten "Für die Zuneigung als dissidenter Polizist und Politiker im Kampf gegen Kommunismus und Diktatur, für seine zutiefst nationalen und demokratischen Inspirationen" posthum die Medaille Martir i demokracisë (dt.: Märtyrer der Demokratie).
Der Schriftsteller Shefki Hysa, der Leiter der Kulturgesellschaft Bilal Xhaferri, regte die Rückkehr seiner Gebeine in sein Vaterland an und organisierte die Überführung in Zusammenarbeit mit der albanischen Regierung am 6. Mai 1995. Sein Grab befindet sich heute in seinem Geburtsort im Kreis Saranda.

## Werke
- Njerëz të rinj, tokë e lashtë - tregime (1966), Erzählungen
- "Lirishta e kuqe" - poezi (1967) [1] (Die rote Lyrik) Gedichte
- "Dashuri e përgjakur" - romancë (1992) (verblutete Liebe) Roman
- "Krastakraus" - roman (1967), (botimi pas vdekjes 1993) [1], Roman veröffentlicht nach dem Tod
- "Eja trishtim" - poezi (1995) (Komm Trost) Gedichte
- "Ra Berati" - roman, botim - Prishtina 1995 ISBN 99943-904-5-7 (Berat ist gefallen) Roman
- "Përtej largësive" - prozë e publicistikë (1996) (über die  Distanzen) Prosa, Publizistik